# حركة كاسكاديا
حركة كاسكاديا هي حركة استقلال إقليمية حيوية مقرها في منطقة كاسكاديا الحيوية في غرب أمريكا الشمالية. وتختلف الحدود المحتملة، حيث يتم رسم بعضها على طول الخطوط السياسية الإقليمية والولائية القائمة، ويتم رسم بعضها الآخر على طول الحدود البيئية والثقافية والسياسية والاقتصادية الأكبر.
ستتكون الدولة أو المنطقة المقترحة إلى حد كبير من مقاطعة كولومبيا البريطانية الكندية وولايات واشنطن وأيداهو وأوريجون الأمريكية، بما في ذلك المدن الكبرى سياتل وفانكوفر وبويز وبورتلاند. عندما يتم تضمين جميع أجزاء المنطقة الحيوية، فإن كاسكاديا سوف تمتد من ساحل ألاسكا في الشمال إلى شمال كاليفورنيا في الجنوب، وفي الداخل لتشمل أجزاء من مونتانا، ونيفادا، ويوتا، ووايومنغ، ويوكون. يقترح المدافعون الأكثر محافظة حدودًا تشمل الأراضي الواقعة غرب قمة سلسلة جبال كاسكيد (التي سميت على اسم منحدرات كاسكيد التي اختفت منذ زمن طويل)، في حين يقترح بعض المدافعين حدودًا تمتد إلى الشمال مثل ألاسكا ومنطقة يوكون.
وإذا ما تم قياس ذلك فقط من خلال الجمع بين الإحصاءات الحالية في واشنطن وأوريجون وأيداهو وكولومبيا البريطانية، فإن كاسكاديا سوف تكون موطنا لأكثر من 19 مليون نسمة، وسوف يكون لديها اقتصاد يولد ما يزيد عن 1.1 تريليون دولار أميركي من السلع والخدمات سنويا. ومن المتوقع أن يرتفع هذا العدد إذا تم تضمين أجزاء من شمال كاليفورنيا وجنوب ألاسكا أيضًا. من حيث مساحة الأرض، ستكون كاسكاديا الدولة الثامنة عشرة من حيث الحجم في العالم، بمساحة أرض تبلغ 615،609 مربع ميل (1،594،420 كم2)، مما يضعها أمام منغوليا وخلف ليبيا. وسيكون عدد سكانها مماثلاً في الحجم لسكان الإكوادور، أو زامبيا، أو كمبوديا، أو هولندا.

## وصف الحركة
تتضمن حركة كاسكاديا مجموعات ومنظمات ذات مجموعة واسعة من الأهداف والاستراتيجيات. تُركز بعض المجموعات، مثل حزب كاسكاديا البيولوجي الإقليمي، على استقلال المنطقة البيولوجية الكاسكادية بينما تسعى مجموعات أخرى، مثل إدارة كاسكاديا للمنطقة البيولوجية، وهي منظمة غير ربحية 501(c)3، إلى بناء شبكة إقليمية بيولوجية كبديل لهيكل الدولة القومية.
هناك العديد من الأسباب التي تجعل حركة كاسكاديا تهدف إلى تعزيز الروابط والشعور بالمكان داخل منطقة شمال غرب المحيط الهادئ والسعي نحو الاستقلال. تشمل الأسباب الرئيسية التي ذكرتها الحركة الحفاظ على البيئة، والإقليمية الحيوية، والخصوصية، والحريات المدنية، وزيادة التكامل الإقليمي، وشبكات الغذاء والاقتصادات المحلية.
يزعم مصمم علم دوج، ألكسندر باريتيش، أن كاسكاديا لا تتعلق بالضرورة بالانفصال ولكنها تتعلق بالبقاء على قيد الحياة بعد انهيار ذروة النفط، والاحتباس الحراري، وغيرها من المشاكل البيئية والاجتماعية والاقتصادية المعلقة.

## قبل القرن العشرين
قبل عام 1800، يُقدر أن أكثر من 500 ألف شخص كانوا يعيشون في المنطقة في عشرات الأمم، مثل تيلاموك، وتشينوك، وهايدا، ونوتكا، وتلينجيت. لقد عاشوا وتاجروا على نطاق واسع داخل منطقة كاسكاديا الحيوية، مستخدمين نظامها الواسع من الممرات المائية للنقل والتجارة قبل الاستعمار. لقد تحدثوا العديد من اللغات المختلفة.
تظل السيادة الأصلية وحقوق الطبيعة وإنهاء الاستعمار نقطة رئيسية بالنسبة للعديد من منظمي كاسكاديا والأمم الأولى، الذين يزعمون أن تقرير المصير الأصلي لا يمكن اكتسابه بشكل قانوني في إطار دستور الولايات المتحدة.

### القرن التاسع عشر

#### مقاطعة أوريغون ومنطقة كولومبيا

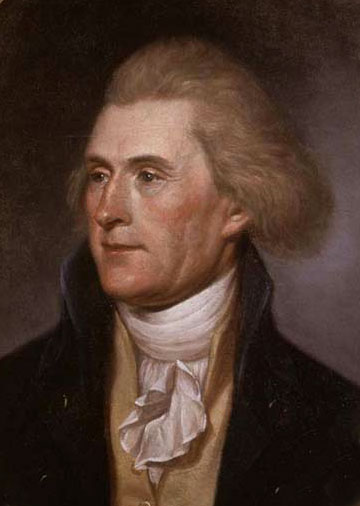
قال توماس جيفرسون إنه ينظر إلى حصن أستوريا "كجرعة إمبراطورية عظيمة وحرة ومستقلة على ذلك الجانب من قارتنا".

في عام 1813، هنأ رجل الدولة الأمريكي توماس جيفرسون قطب الفراء جون جاكوب أستور على إنشاء حصن أستوريا (مركز تجارة الفراء الساحلي لشركة أستور للفراء في المحيط الهادئ) ووصف حصن أستوريا بأنه "بذرة إمبراطورية عظيمة وحرة ومستقلة على ذلك الجانب من قارتنا، وأن الحرية والحكم الذاتي المنتشر من ذلك الجانب ومن هذا الجانب سيضمنان تواجدهم الكامل في جميع أنحاء القارة. سيكون أمرًا مؤلمًا حقًا إذا تمكن الإنجليز من تفكيك المستوطنة. إن تعصبهم تجاه حرية بلدهم اللعينة، وعدائهم المعتاد لكل درجة من درجات الحرية في أي بلد آخر، سيحفز المحاولة." في نفس عام رسالة جيفرسون، بيع حصن أستوريا لشركة شمال غرب بريطانيا، التي كان مقرها في مونتريال.
وافق جون كوينسي آدامز على آراء جيفرسون بشأن حصن أستوريا، ووصف الشمال الغربي بأكمله بأنه "إمبراطورية أستوريا"، على الرغم من أنه رأى أيضًا أن القارة بأكملها "مُقدرة من العناية الإلهية أن يسكنها أمة واحدة". وفي أواخر عشرينيات القرن التاسع عشر، اعتقد جيمس مونرو وتوماس هارت بينتون أن المنطقة الواقعة غرب جبال روكي ستكون دولة مستقلة.
سعى بعض السكان البيض الأميركيين في المنطقة ابتداءً من أربعينيات القرن التاسع عشر إلى تشكيل دولة خاصة بهم، على الرغم من قلة عددهم. كان جون ماكلولين، الرائد في ولاية أوريغون، موظفًا كعامل رئيسي (مسؤول إقليمي) لدى شركة خليج هدسون لمنطقة كولومبيا، التي تُدار من فورت فانكوفر. كان ماكلولين قوة مهمة في التاريخ المبكر لدولة أوريغون، ودافع عن استقلالها. في عام 1842، دعا ماكلولين (من خلال محاميه) إلى إنشاء دولة مستقلة خالية من الولايات المتحدة أثناء المناقشات في مدرسة أوريغون ليسيوم. وقد حظيت هذه الرؤية بالتأييد في البداية، وتم اعتماد القرار. عندما عقد المستوطنون الأوائل في وادي ويلاميت سلسلة من الاجتماعات التأسيسية السياسية في عام 1843، والتي أطلق عليها اسم اجتماعات وولف، صوتت الأغلبية على إنشاء جمهورية مستقلة. تم تأجيل الإجراء من قبل جورج أبرنيثي من البعثة الميثودية للانتظار حتى تشكيل دولة مستقلة.
في مايو 1843، أنشأ المستوطنون في ولاية أوريغون أول حكومة على الطراز الغربي باعتبارها حكومة مؤقتة. وبعد عدة أشهر، تمت صياغة القوانين العضوية لولاية أوريغون لإنشاء هيئة تشريعية، ولجنة تنفيذية، ونظام قضائي، ونظام اشتراكات لتغطية النفقات. أصر أعضاء الحزب الأمريكي المتطرف على أن الخطوط النهائية للقانون العضوي ستكون "حتى الوقت الذي توسع فيه الولايات المتحدة نطاق سلطتها القضائية علينا" لمحاولة إنهاء حركة استقلال إقليم أوريغون. تم انتخاب جورج أبرنيثي حاكمًا مؤقتًا للمرة الأولى والوحيدة. من منتصف خمسينيات القرن التاسع عشر إلى أوائل ستينيات القرن التاسع عشر، استكشفت المنطقة أفكار الانفصال، حيث ادعى الديمقراطي المؤيد للعبودية بنيامين ستارك هذه الفكرة، ودعم تشكيل "الاتحاد الهادئ"، إلى جانب السياسي الكاليفورني ويليام جوين.
تم التنازل عن المطالبات البريطانية شمال نهر كولومبيا للولايات المتحدة بموجب معاهدة أوريغون المثيرة للجدل عام 1846. في عام 1860، كانت هناك ثلاثة بيانات مختلفة من أفراد مؤثرين منفصلين بشأن إنشاء "جمهورية المحيط الهادئ".

#### الحرب الأهلية الأمريكية
عندما انفصلت الولايات الجنوبية في الولايات المتحدة لتشكيل الولايات الكونفدرالية الأمريكية، اعتبر بعض مستوطني إقليم أوريغون عدم استقرار الاتحاد بمثابة فرصة أخرى للسعي إلى الاستقلال. كان زعيم القوات الفيدرالية في كاليفورنيا في بداية الحرب الأهلية مؤيدًا للقضية الكونفدرالية، لكن هذه الحركة أثبتت أنها أضعف من معارضيها. بسبب دوره في إقناع سكان كاليفورنيا بالبقاء في الاتحاد، تم تكريم توماس ستار كينج باعتباره أحد "أبطال كاليفورنيا" في مجموعة قاعة التماثيل الوطنية في مبنى الكابيتول الأمريكي حتى عام 2009، عندما تم استبدال تمثاله بتمثال رونالد ريغان.
ورغم أن حركات الاستقلال خلال هذه الفترة فشلت في ترسيخ جذورها، فقد زعمت أديلا إم. باركر، رئيسة رابطة خريجي جامعة واشنطن، في خطابها في حفل وضع حجر الأساس للحرم الجامعي في سياتل أن منطقة شمال غرب المحيط الهادئ ينبغي أن تعمل على بناء ثقافة إقليمية جديدة:
إن اتباع الغرب للشرق في الموضات والمُثُل العليا بثباتٍ هو خطأٌ وهالكٌ، كما أن خضوع أمريكا لمعايير أوروبا هو خطأٌ وهالكٌ. فليكتشف الغرب، بجرأةٍ وبراءةٍ، مُثُله العليا ويتبعها. لقد رسّخ الشرقُ البعيدُ المعاييرَ الأمريكيةَ في الأدبِ والفلسفةِ منذ زمنٍ بعيد. سيخرجُ من الغربِ شيءٌ جامحٌ وحرٌّ، شيءٌ قويٌّ وكاملٌ، وسيُعترفُ به في النموذجِ الأمريكيِّ النهائيِّ. تحت ظلالِ تلك الجبالِ الشامخةِ، ستَبرزُ شخصيةٌ مُتميزةٌ، وستتبنى موضاتٍ أخرى، وتبتكرُ مُثُلاً عليا جديدةً، وستُبرّرُها الأجيالُ.
—بالشكلية الواجبة، 1894

## القرن العشرون

### ولاية جيفرسون

العلم المقترح لولاية جيفرسون.

بعد محاولات في منتصف القرن التاسع عشر لتشكيل ولاية جيفرسون قبل أن تصبح ولاية أوريغون ثم مرة أخرى في ثلاثينيات القرن العشرين، حاول المواطنون القيام بأفضل الحركات المعروفة في المنطقة. خلال عامي 1940 و1941، اجتذب المنظمون انتباه وسائل الإعلام من خلال تسليح أنفسهم ومحاصرة الطريق السريع 99 إلى الجنوب من يريكا، كاليفورنيا، حيث جمعوا الرسوم من سائقي السيارات ووزعوا إعلانات الاستقلال. عندما وصل ضابط دورية الطرق السريعة في كاليفورنيا إلى مكان الحادث، قيل له "النزول على الطريق والعودة إلى كاليفورنيا". تم إنشاء الحركة بهدف جذب الانتباه إلى المنطقة من خلال اقتراح انفصال جنوب أوريغون وشمال كاليفورنيا عن حكومتي ولايتيهما لتشكيل ولاية منفصلة داخل الولايات المتحدة. أدى الافتقار الملحوظ للاهتمام والموارد من حكومات ولاياتهم إلى اعتماد تصميم علم يحمل مقلاة ذهبية واثنين من علامتي X، "صليب مزدوج". ومع ذلك، انتهت الحركة بسرعة بعد الهجوم الياباني على بيرل هاربور في 7 ديسمبر 1941. فازت تغطية ستانتون ديلابلان لولاية جيفرسون بجائزة بوليتسر للتقارير عام 1942.
في عام 1956، هددت مجموعات من كايف جانكشن، أوريغون ودونسموير، كاليفورنيا، بتمزيق جنوب أوريغون وشمال كاليفورنيا من حكام ولايتهما لتشكيل ولاية جيفرسون.

### إيكوتوبيا
تتبع رواية إيرنست كالينباخ الطوباوية البيئية إيكوتوبيا (1975) مراسلًا أمريكيًا، ويليام ويستون، في رحلته عبر جمهورية سرية (واشنطن وأوريجون وشمال كاليفورنيا سابقًا) بعد 20 عامًا من انفصالها عن الولايات المتحدة. في البداية، كان ويستون حذرًا وغير مرتاح، ثم عُرض عليه مجتمع تم التخطيط له مركزيًا وتقليص حجمه وإعادة تكييفه ليناسب قيود الاستدامة البيئية.

## كاسكاديا والإقليمية الحيوية

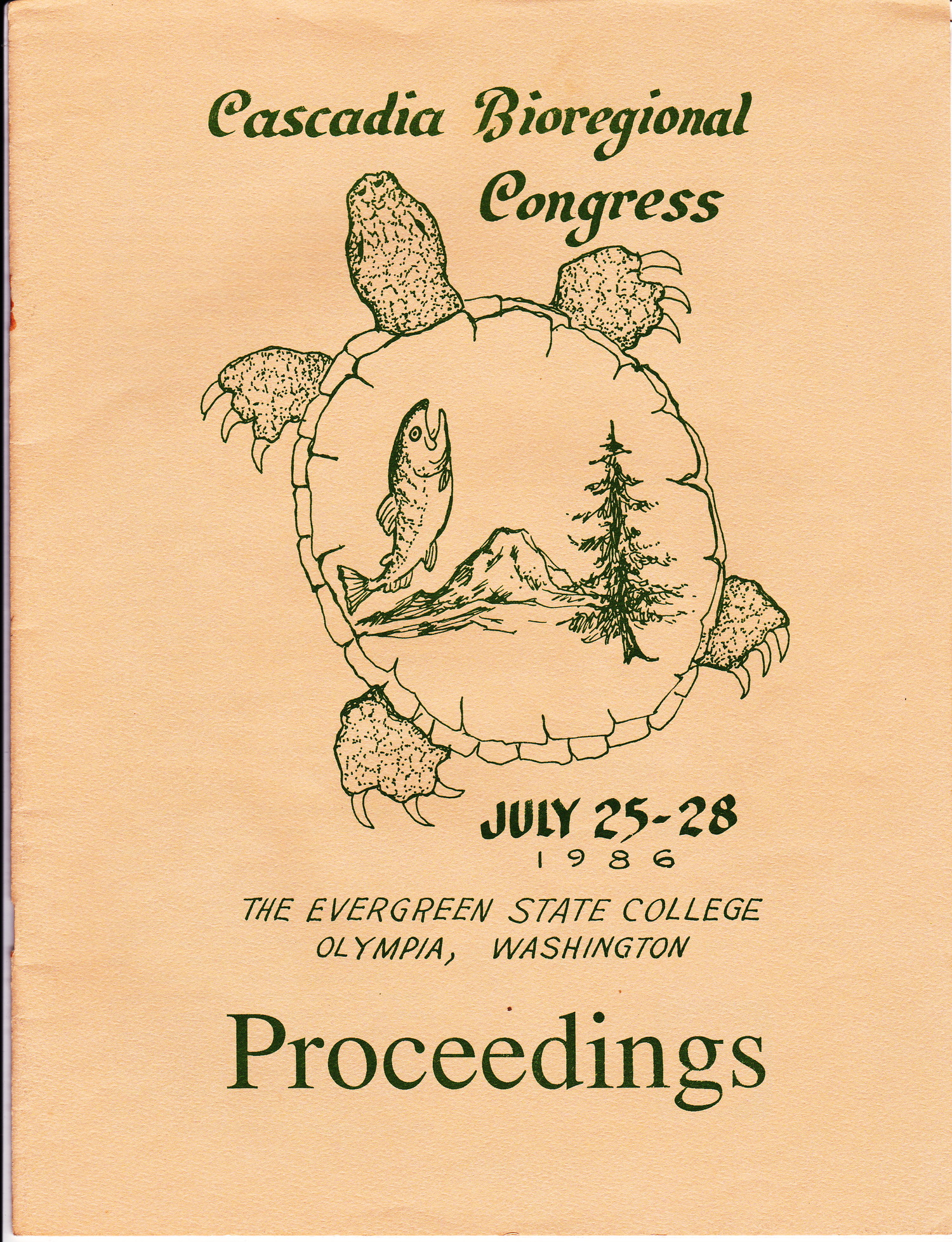
غلاف مؤتمر كاسكاديا الإقليمي البيولوجي الأول، الذي عُقد في الفترة من 25 إلى 28 يوليو 1986 في كلية إيفرغرين ستيت في أولمبيا، واشنطن

كاسكاديا هي فكرة متجذرة في الإقليمية الحيوية. يعتقد سكان كاسكاديا أن المنطقة الحيوية كاسكاديا تمثل المكان والأشخاص والسكان الذين يعيشون هناك بشكل أفضل من الحدود الحالية للولايات المتحدة أو كندا أو خطوط الولاية، والتي يشعرون أنها تقسم الجغرافيا والمجتمعات التي تعيش داخلها بشكل تعسفي.

### المؤتمرات الإقليمية الحيوية
تشكلت حركة كاسكاديا المبكرة من خلال سلسلة من "مؤتمرات كاسكاديا الإقليمية الحيوية" التي عقدت في أوائل الثمانينيات. كانت هذه المؤتمرات بمثابة امتداد إقليمي لمؤتمرات المناطق البيولوجية في أمريكا الشمالية (NABC)، وقد صُممت لتتناوب مع الاجتماعات القارية والإقليمية التي تركز على الاحتياجات الاجتماعية والحوكمة. انعقد أول مؤتمر إقليمي بيولوجي لكاسكاديا في عام 1986 في كلية إيفرغرين ستيت في أولمبيا، واشنطن، تبعه ملتقى نهر إيش الإقليمي البيولوجي في عام 1987، ومؤتمر كاسكاديا الإقليمي البيولوجي في المحيط الهادئ الذي عقد في عام 1988. وقد جمعت كل من هذه التجمعات نحو مائة شخص باعتبارهم "مندوبين" لمستجمعات المياه الخاصة بهم.

### منطقة كاسكاديا الحيوية
تُحدَّد منطقة كاسكاديا الحيوية بأحواض أنهار فريزر وسناك وكولومبيا، وتشمل كل أو أجزاء من ولايات واشنطن، وأوريغون، وأيداهو، وكاليفورنيا، ونيفادا، ووايومنغ، ومونتانا، وألاسكا، وكولومبيا البريطانية، وألبرتا. وتمتد من كيب ميندوسينو جنوبًا، إلى جبل سانت ألياس شمالًا، وصولًا إلى كالديرا يلوستون شرقًا.
يُحدَّد ترسيم المنطقة الحيوية من خلال مستجمعات المياه والمناطق البيئية، مع الاعتقاد بأن الحدود السياسية يجب أن تتوافق مع الحدود البيئية والثقافية، وأن الثقافة تنبع من المكان. يستخدم علماء المناطق الحيوية الكاسكاديون الحاليون هذا الإطار كحجة للاستقلال والحكم الذاتي، وما يرونه أفضل تمثيلًا للمجتمعات والمنطقة كبديل للرأسمالية والدولة القومية.

### علم منطقة كاسكاديا الحيوية
العلم الحيوي الإقليمي الكاسكادي، المعروف أيضًا باسم علم دوج، أو ببساطة علم كاسكاديا، هو رمز مقبول على نطاق واسع لحركة كاسكاديا. تم تصميمه في عام 1994 من قبل مواطن بورتلاند ألكسندر باريتيتش. من المقصود أن يكون تمثيلًا مباشرًا للمنطقة الحيوية، مع اللون الأخضر للغابات، والأزرق للمياه، والأبيض للجبال المغطاة بالثلوج، مع شجرة التنوب دوغلاس لترمز إلى مرونة المنطقة. وفي حديثه عن رمزية العلم قال باريتيش:
علم كاسكاديا يُعبّر عن شيء ملموس أكثر من مجرد مفهوم تجريدي لترسيم حدود الفضاء. إنه ليس علمًا للدماء ولا لمجد أمة، بل هو حبٌّ للمنطقة الحيوية؛ عائلتنا البيئية، وحدودنا الطبيعية، والمكان الذي نعيش فيه ونحبه.

## الهوية الإقليمية
وقد تبنت مجموعة واسعة ومتنوعة من القادة والمنظمات المدنية فكرة كاسكاديا باعتبارها منطقة اقتصادية عابرة للحدود. تم تشكيل مفهوم ممر النقل "الشارع الرئيسي كاسكاديا" من قبل عمدة سياتل السابق بول شيل خلال عامي 1991 و1992. دافع شيل لاحقًا عن جهوده عبر الحدود خلال مؤتمر جمعية التخطيط الأمريكية عام 1999، قائلاً "إن كاسكاديا تمثل بشكل أفضل من الولايات والبلدان والمدن الحقائق الثقافية والجغرافية للممر من يوجين إلى فانكوفر، كولومبيا البريطانية" كما شكل شيل مجلس رؤساء بلديات كاسكاديا، الذي يجمع رؤساء البلديات من المدن الواقعة على طول الممر من ويسلر، كولومبيا البريطانية، إلى ميدفورد، أوريغون. وقد عقد الاجتماع الأخير في مايو 2004. وفي تسعينيات القرن العشرين، تم تأسيس مجموعات حدودية أخرى، مثل المجلس الاقتصادي في كاسكاديا ولجنة ممر كاسكاديا.

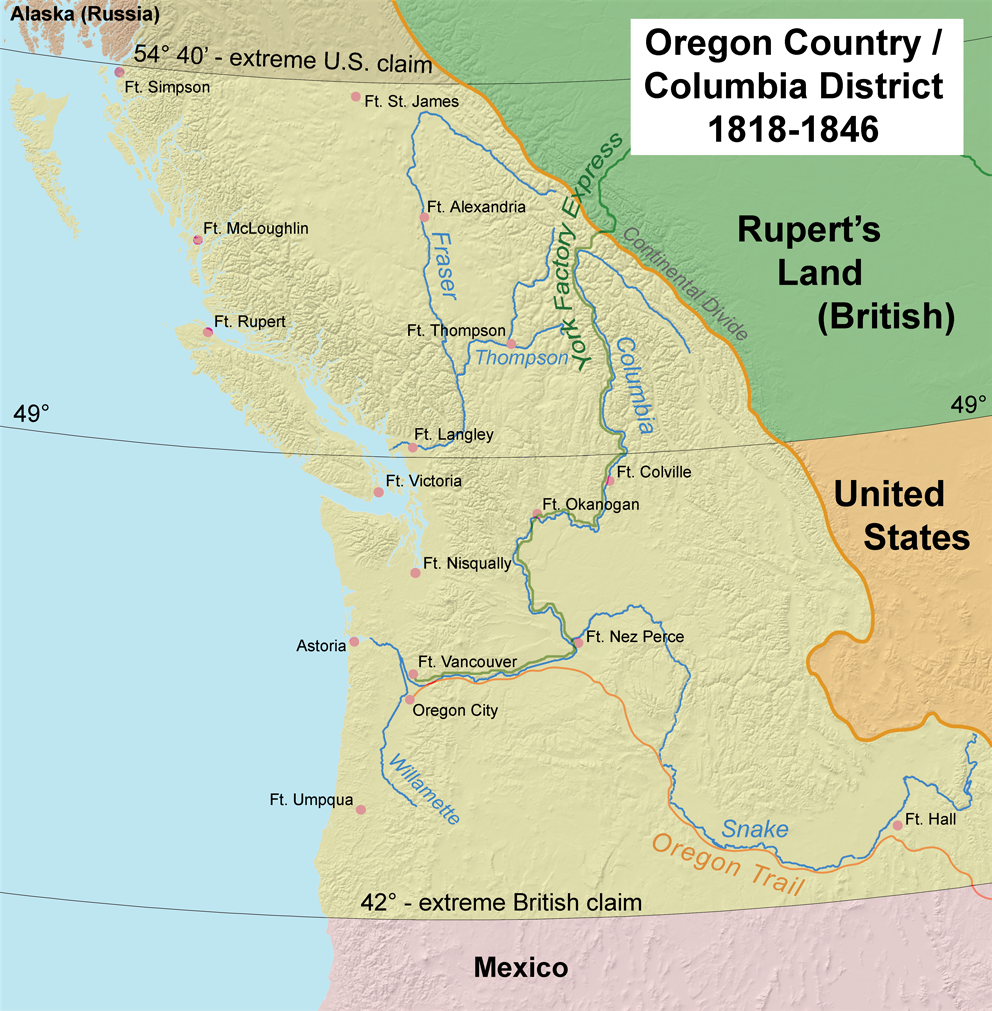
ولاية أوريغون كما تطالب بها الولايات المتحدة. امتدت منطقة كولومبيا إلى أبعد من الشمال.

تخدم المنطقة العديد من المنظمات التعاونية والوكالات بين الولايات أو الوكالات الدولية، وخاصة منذ عام 2008 مع توقيع اتفاقية التعاون على ساحل المحيط الهادئ التي تضع التركيز الجديد على السياسات المنسقة بيولوجيًا إقليميًا بشأن البيئة والغابات وإدارة مصايد الأسماك، والاستعداد للطوارئ والبنية الأساسية الحيوية، والسكك الحديدية عالية السرعة الإقليمية والنقل البري وكذلك السياحة.
تم تسمية المنطقة الممتدة من فانكوفر، كولومبيا البريطانية وحتى بورتلاند بأنها منطقة عملاقة ناشئة من قبل اللجنة الوطنية لأمريكا 2050، وهي تحالف من المخططين الإقليميين والعلماء وصناع السياسات. تعرف هذه المجموعة المنطقة الكبرى بأنها المنطقة التي "تبدأ فيها الحدود [بين المناطق الحضرية] في التشويش، مما يخلق مقياسًا جديدًا للجغرافيا". تتمتع هذه المناطق بأنظمة اقتصادية متشابكة، وموارد طبيعية ونظم بيئية مشتركة، وأنظمة نقل مشتركة تربط هذه المراكز السكانية معًا. تحتوي هذه المنطقة على 17 بالمائة من كتلة الأرض الكاسكادية، ولكنها تضم أكثر من 80 بالمائة من سكان الكاسكاديا. يمكن استخدام برامج مثل برنامج رخصة القيادة المحسنة لعبور الحدود بين واشنطن وكولومبيا البريطانية بسهولة أكبر.

## النشاط الانفصالي
تشير الحركات الانفصالية الكاسكادية عمومًا إلى أن دوافعها السياسية تتعامل في الغالب مع الروابط السياسية والاقتصادية والثقافية والبيئية، فضلاً عن الاعتقاد بأن الحكومات الفيدرالية الشرقية غير متصلة، وبطيئة في الاستجابة، وتعوق المحاولات الإقليمية والولائية لمزيد من التكامل البيولوجي الإقليمي. تعود هذه الاتصالات إلى إقليم أوريغون، وأبعد من ذلك إلى مقاطعة أوريغون، وهي الأرض المرتبطة عادةً بكاسكاديا، والمرة الأخيرة التي عوملت فيها المنطقة كوحدة سياسية واحدة، على الرغم من إدارتها من قبل دولتين. وقد زعم البعض أن الاحتجاج السياسي في أعقاب الانتخابات الرئاسية الأمريكية عام 2004 يبدو أنه السبب الرئيسي وراء تجدد الحركات الانفصالية في مختلف الولايات ذات الأغلبية الديمقراطية الكبيرة، مثل واشنطن وأوريجون.
شهدت قضية استقلال كاسكاديا انتعاشًا في شعبيتها بعد انتخاب دونالد ترامب رئيسًا للولايات المتحدة في 8 نوفمبر 2016، مع اقتراح إجراء استفتاء على الانفصال في ولاية أوريغون. وقد سحب الأفراد الذين قدموا الاقتراح عريضتهم منذ ذلك الحين. وقد تشكلت أيضًا العديد من منظمات كاسكاديا الجديدة في تلك الفترة الزمنية. مباشرة بعد انتخاب ترامب، تم تشكيل سلسلة من اجتماعات نعم كاسكاديا لاستكشاف فكرة حركة انفصال كاسكاديا التي تجمع مئات الأشخاص شخصيًا، ثم تم تغيير اسمهم لاحقًا إلى التصويت لكاسكاديا.
أعلن أعضاء حركة استقلال كاسكاديا يوم 18 مايو "يوم كاسكاديا"، تقديرًا للثوران الجانبي لبركان جبل سانت هيلينز في عام 1980، وكان الأسبوع المحيط بهذا التاريخ هو "أسبوع ثقافة كاسكاديا".
تأسس حزب كاسكاديا في كولومبيا البريطانية في عام 2016 ورشح اثنين من المرشحين، على الرغم من عدم انتخاب أي منهما، في الانتخابات العامة في كولومبيا البريطانية عام 2017 للدفاع عن السيادة على المنطقة الحيوية كاسكاديا. لم يرشح أي مرشحين في الانتخابات العامة في كولومبيا البريطانية عام 2020. لم يرشح الحزب مرة أخرى مرشحين في الانتخابات العامة في كولومبيا البريطانية لعام 2024، وتم إلغاء تسجيله من قبل انتخابات كولومبيا البريطانية في 12 نوفمبر 2024.
في مايو 2021، تم تأسيس حزب كاسكاديا الحيوي الإقليمي، الذي يدافع عن استقلال منطقة كاسكاديا الحيوية عن الولايات المتحدة وكندا، والعديد من الإصلاحات الاجتماعية والبيئية والاقتصادية.

### الدعم الشعبي للانفصال

#### كندا
في كولومبيا البريطانية، أظهر استطلاع للرأي أجرته شركة جلاسير للإعلام والأبحاث. في عام 2020 نموًا كبيرًا في الدعم لكاسكاديا وكولومبيا البريطانية كدولة مستقلة قائمة بذاتها. وباعتبارها دولة مستقلة، ارتفع الدعم إلى 27% من 17% في عامي 2018 و2019. من المرجح أن يشعر سكان كولومبيا البريطانية الذين تتراوح أعمارهم بين 18 و34 عامًا بأن المقاطعة يمكن أن تكون مستقلة (نمو بنسبة 37% في الدعم) مقارنة بمن تتراوح أعمارهم بين 35 و54 عامًا (نمو بنسبة 28% في الدعم) ومن تتراوح أعمارهم بين 55 عامًا فأكثر (نمو بنسبة 18% في الدعم). كان الدعم لفكرة كاسكاديا على وجه التحديد، المتمثلة في الانضمام إلى واشنطن وأوريجون بطريقة ما، يحمل وجهة نظر إيجابية للغاية، وخاصة بين الأجيال الأصغر سنا، حيث بلغت نسبة المؤيدين الذين تتراوح أعمارهم بين 18 إلى 34 عامًا 66 بالمائة، و60 بالمائة من الذين تتراوح أعمارهم بين 35 إلى 54 عامًا و48 بالمائة من الذين تبلغ أعمارهم 55 عامًا فأكثر.
في استطلاع للرأي أجرته مجلة المعيار الغربي في عام 2005، تساءل ما إذا كان "يجب على سكان غرب كندا أن يبدأوا في استكشاف فكرة تشكيل بلدهم الخاص"، ووافق 35.6 بالمائة من المشاركين من غرب كندا على ذلك.
أجرى أنجوس ريد دراسة مكونة من أربعة أجزاء حول الهوية الكندية الغربية واستطلع آراء 4024 كنديًا في أواخر ديسمبر وأوائل يناير 2017 و2018. وأظهرت الدراسة أن 54% من سكان كولومبيا البريطانية يشعرون أن لديهم الكثير من القواسم المشتركة مع ولاية واشنطن، بينما اختار 18% كاليفورنيا بينما اختار 15% فقط ألبرتا، واختار 9% أونتاريو، واختار أقل من 3% مانيتوبا أو ساسكاتشوان أو منطقة كندية أخرى. ورغم أن هذا الارتباط ليس جديدا، إلا أنه استمر في النمو بشكل مطرد. (في عام 1991، أخبر نصف المشاركين في كولومبيا البريطانية مجموعة أنجوس ريد أن لديهم الكثير من القواسم المشتركة مع واشنطن) والأمر الأكثر دلالة هو أنه في عام 1991، كانت هناك درجة أكبر بكثير من الاعتراف المتبادل بين كولومبيا البريطانية وألبرتا وأجزاء أخرى من كندا.
في يناير 2025، أشارت إليزابيث ماي، عضو البرلمان الكندي عن الحزب الأخضر، إلى حركة كاسكاديا والبحوث الأكاديمية ذات الصلة ردًا على تصريحات الرئيس الأمريكي دونالد ترامب التي اقترح فيها الاستحواذ على كندا باعتبارها الولاية رقم 51.

#### الولايات المتحدة
في حين أنه من الصعب قياس الدعم لفكرة كاسكاديا على وجه التحديد في واشنطن وأوريجون، نظرًا لعدم إجراء أي بحث في تلك الولايات، فإن الدعم لفكرة الانفصال وصل إلى واحدة من أعلى نقاطه في تاريخ الولايات المتحدة. في عام 2021، أجرت مؤسسة برايت لاين واتش دراسة على 2750 أمريكيًا بين 16 يونيو و26 يونيو، حيث سألت "هل تؤيد أو تعارض انفصال (ولايتك) عن الولايات المتحدة للانضمام إلى اتحاد جديد (قائمة بخمسة اتحادات إقليمية)؟". ووجد الاستطلاع أن الدعم لفكرة الانفصال الإقليمي كان الأعلى في مناطق المحيط الهادئ والجنوب، حيث أيد 66% من الجمهوريين، و50% من المستقلين في الجنوب، و47% من الديمقراطيين في المحيط الهادئ فكرة الانفصال. في هذا المسح، استخدمت برايت لاين الاتحاد الإقليمي لواشنطن وأوريجون وألاسكا وهاواي وكاليفورنيا باعتباره الاتحاد الإقليمي للمحيط الهادئ. وبشكل عام، بلغت نسبة التأييد لفكرة الانفصال 37% في الولايات المتحدة بشكل عام. في استطلاع للرأي أجري عام 2022، توصل مركز السياسة بجامعة فيرجينيا إلى نتائج مماثلة، حيث حدد أن 52% من ناخبي ترامب و41% من ناخبي بايدن يتفقون إلى حد ما على أن "الوقت قد حان لتقسيم البلاد، ويفضلون انفصال الولايات الزرقاء/الحمراء عن الاتحاد".
يعتمد هذا على عمل سابق أجرته مؤسسة زغبي الدولية، والتي أجرت في عام 2018 استطلاع رأي وطني وجد أن 39% من الأميركيين يؤيدون فكرة الاستقلال، مع انفتاح 68% من الناس على حق الدولة أو المنطقة في الانفصال سلميًا عن الولايات المتحدة، وهو أعلى معدل منذ الحرب الأهلية الأميركية. وشمل هذا العدد 41 في المائة من الديمقراطيين، وكانت أكبر فئة ديموغرافية تدعم الفكرة هي الأمريكيون السود بنسبة 47 في المائة، لتحل محل الكتلة الأعلى الحالية السابقة (التي كانت تتألف من اللاتينيين بنسبة 51% في عام 2017)، وتليها الجمهوريون بنسبة 39 في المائة.
ومع ذلك، لا تتناول أي من هذه الدراسات على وجه التحديد تشكيل كاسكاديا مستقلة. وقد شهدت الحركة الكثير من المناقشات في تسعينيات القرن العشرين، ورغم أن زيادة الأمن والقومية الأمريكية بعد هجمات الحادي عشر من سبتمبر أدت إلى إعاقة زخم الحركة لبعض الوقت، إلا أن المفهوم استمر في الترسيخ في المجتمع والوعي العام. في يناير 2011، أدرجت مجلة تايم كاسكاديا في المرتبة الثامنة على قائمة "أفضل 10 دول طموحة"، مشيرة إلى أن "فرصها في أن تصبح حقيقة ضئيلة على الإطلاق".

## للقراءة الإضافية
- تود، دوغلاس. "سكان كاسكاديا: السمات الثقافية والقيم المشتركة." صحيفة فانكوفر صن. 7 مايو 2008.
- إبراهيم، كيرا. "كاسكاديا حرة." يوجين ويكلي. 9 سبتمبر 2006.
- فليمنج، توماس. "انهيار أمريكا". مجلة ناشيونال ريفيو، 28 يونيو/حزيران 1997، المجلد. 49، العدد 14
- [وصلة مكسورة] رابط بديل
- هنكل، ويليام ب. "كاسكاديا: حالة ذهنية (مختلفة)." مجلة شيكاغو ريفيو[الإنجليزية]، 1993، المجلد. 39، العدد 3/4
- جانسون، ديفيد. متفرقين نقف، متحدين نسقط (2006) – كاونتر بانش، 20 ديسمبر 2006
- كيتشام، كريستوفر. "من المرجح أن ينفصلوا - مقابلات مع عدد من الشخصيات البارزة التي تعمل بنشاط على تعزيز الحكم الذاتي. مجلة جود، يناير 2008.
- موثارت، ريان سي. نحو كاسكاديا. مينابوليس، مينيسوتا: مطبعة ميل سيتي.(ردمك 978-1-63505-158-2) ردمك 978-1-63505-158-2.
- نوسباوم، بول. "التجمع معًا للتفكير في الانفصال". صحيفة فيلادلفيا انكوايرر، نوفمبر/تشرين الثاني 2006.
- أوفربي، بيتر. "لقد غادرنا هنا." مجلة Common Cause، Win92، المجلد. 18، العدد 4
- كرين، ديفيد، بول فريزر، وجيمس د. فيليبس. "الإقليمية الغربية: آراء حول كاسكاديا". مجلة القانون الكندي الأمريكي، 2004، المجلد. 30، ص321-347، 22 ص
- باول، مارك دبليو. "الأميركيتان: مستقبل كولومبيا البريطانية قد لا يكمن في "كندا القديمة". صحيفة وول ستريت جورنال. 9 يونيو 1995. ص. أ11
- ويل، جودرون. "كاسكاديا رايزنج". مجلة فانكوفر ريفيو، 2006.
- وودوارد، ستيف. "مرحبا بكم في كاسكاديا" صحيفة أوريجونيان، 14 نوفمبر 2004.
- "مرحبًا بكم في كاسكاديا". مجلة الإيكونوميست، 21 مايو 1994، المجلد. 331، العدد 7864

## وصلات خارجية
- Freecascadia.org، الموقع الإلكتروني الذي يملكه ألكسندر باريتيش، مصمم علم كاسكاديا  [لغات أخرى]‏، والمدافع عن الإقليمية الحيوية.
- قسم المناطق الحيوية في كاسكاديا - الموقع الرئيسي لحركة كاسكاديا، والذي يحتوي على أقسام واسعة حول المناطق الحيوية، والحركة، وكيفية المشاركة.